# Ħamrun Spartans Football Club 2022-2023
Questa voce raccoglie le informazioni riguardanti lo Ħamrun Spartans Football Club nelle competizioni ufficiali della stagione 2022-2023.

## Maglie e sponsor
| Casa | Trasferta | Terza maglia |

Sponsor ufficiale: JP Portelli
Sponsor tecnico: Puma

## Rosa
| N. |                         | Ruolo | Calciatore          |
| -- | ----------------------- | ----- | ------------------- |
| 1  | Malta (bandiera)        | P     | Henry Bonello       |
| 3  | Brasile (bandiera)      | D     | Ederson             |
| 4  | Malta (bandiera)        | D     | Steve Borg          |
| 6  | Malta (bandiera)        | C     | Matthew Guillaumier |
| 7  | Malta (bandiera)        | A     | Luke Montebello     |
| 8  | Malta (bandiera)        | C     | Bjorn Buhagiar      |
| 9  | RD del Congo (bandiera) | A     | Elvis Mashike       |
| 10 | Capo Verde (bandiera)   | A     | Dodô                |
| 12 | Croazia (bandiera)      | C     | Roko Prša           |
| 14 | Argentina (bandiera)    | D     | Rodrigo Callegari   |
| 17 | Brasile (bandiera)      | D     | Vinícius            |
| 22 | Malta (bandiera)        | C     | Sean Schembri       |
| 23 | Svezia (bandiera)       | A     | Karl Holmberg       |

| N. |                        | Ruolo | Calciatore      |
| -- | ---------------------- | ----- | --------------- |
| 27 | Serbia (bandiera)      | C     | Ognjen Bjeličić |
| 28 | Malta (bandiera)       | A     | Juan Corbalan   |
| 29 | Malta (bandiera)       | P     | Anthony Curmi   |
| 31 | Brasile (bandiera)     | P     | Tom             |
| 33 | Malta (bandiera)       | C     | Zeron Azzopardi |
| 56 | Inghilterra (bandiera) | P     | Pablo Sánchez   |
| 63 | Brasile (bandiera)     | D     | Jonny           |
| 77 | Malta (bandiera)       | C     | Matthew Mifsud  |
| 91 | Brasile (bandiera)     | C     | Emerson         |
| 94 | Malta (bandiera)       | A     | Ryan Camenzuli  |
|    | Malta (bandiera)       | C     | Joseph Mbong    |
|    | Brasile (bandiera)     | C     | Cláudio Murici  |